# سد دی‌کگاتل
سد دی‌کگاتل (به لاتین: Dikgatlhong Dam) یک سد در بوتسوانا است.